# Typocerus fulvocinctus
Typocerus fulvocinctus là một loài bọ cánh cứng trong họ Cerambycidae.